# Mapa de Mao Kun

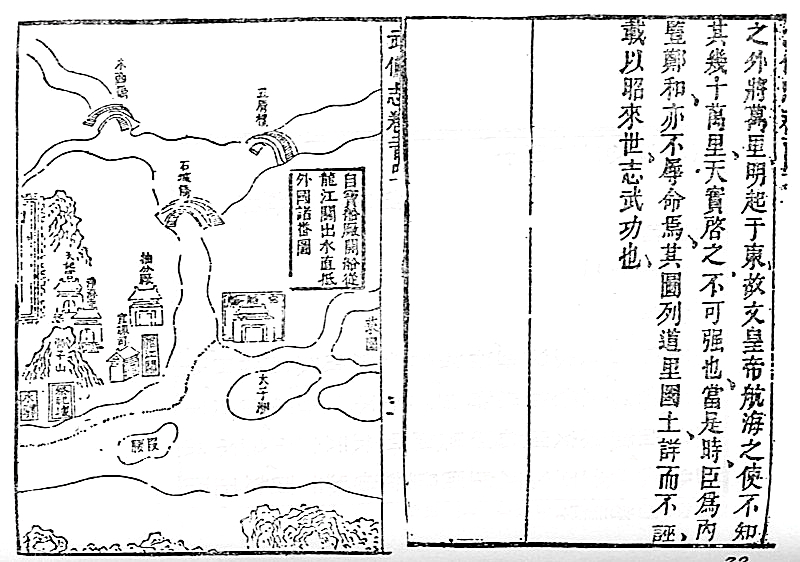
Primera página del mapa con parte de la introducción.

El mapa de Mao Kun, generalmente referido en fuentes chinas modernas como mapa de navegación de Zheng He (en chino tradicional, 鄭和航海圖; en chino simplificado, 郑和航海图; pinyin, Zhèng Hé hánghǎi tú), es un conjunto de cartas náuticas publicadas en el tratado militar de la dinastía Ming Wubei Zhi. El libro fue compilado por Mao Yuanyi en 1621 y publicado en 1628; el nombre del mapa se refiere a su abuelo Mao Kun, de cuya biblioteca es probable que se haya originado el mapa. El mapa a menudo se considera un documento sobreviviente de las expediciones de Zheng He, además de los relatos escritos por los oficiales de Zheng, como Yingya Shenglan de Ma Huan, Xingcha Shenglan de Fei Xin y Xiyang Fanguo Zhi de Gong Zhen . Es el mapa chino más antiguo conocido que ofrece una representación adecuada del sur de Asia, Persia, Arabia y África oriental.

## Origen

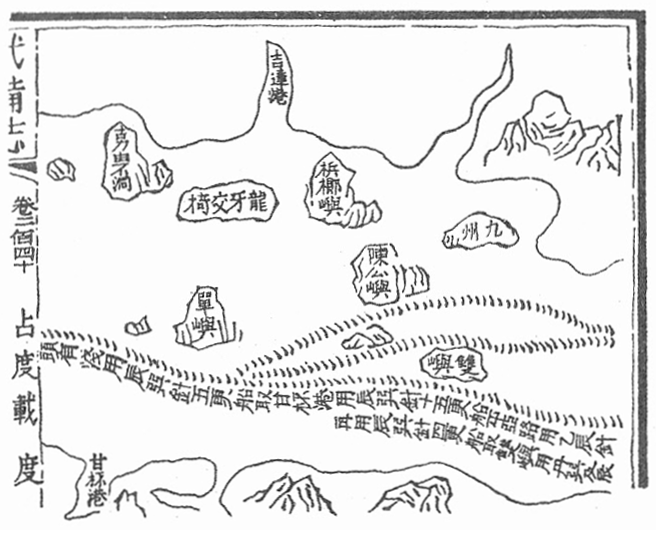
Parte del mapa de Mao Kun que muestra el paso a través del estrecho de Malaca

El sinólogo J. J. L. Duyvendak cree que el mapa formaba parte de la biblioteca de Mao Kun, un coleccionista de material militar y naval, que podría haberlo adquirido mientras era gobernador de Fujian. El mapa se incluyó en Wubei Zhi editado por su nieto Mao Yuanyi y, por lo tanto, en el pasado se lo denominó «la carta de Wubei Zhi». Para distinguirlo de otros mapas en Wubei Zhi, el mapa fue nombrado en honor a Mao Kun por eruditos occidentales como J. V. G. Mills que estudiaron el mapa, y por lo tanto llegó a ser conocido como el mapa de Mao Kun en las fuentes occidentales.
La introducción al mapa en Wubei Zhi indica que los detalles geográficos y de navegación de las cartas se basan en trabajos de las expediciones de Zheng He, y que Mao los había «insertado para información de la posteridad y como recuerdo de logro militar». Por lo tanto, generalmente se considera que el mapa se basa en mapas que datan de la época de los viajes de Zheng He, y, en consecuencia, se le denomina Mapa de Navegación de Zheng He en fuentes chinas modernas.
Según Mills, es posible que el mapa no haya sido obra de una sola persona, sino que se debió haber producido en una oficina con información agregada y corregida cada vez que se disponía de nueva información tras cada viaje. Sugirió que este mapa pudo haber sido preparado para la sexta expedición en 1421, con algún contenido agregado durante el curso de la expedición, y que el mapa, por lo tanto, puede estar fechado alrededor de 1422. Otros propusieron una fecha entre 1423 y 1430. También ha sido sugerido por Duyvendak y Paul Pelliot que el mapa puede haberse basado en parte en cartas náuticas árabes.

## Formato y contenido

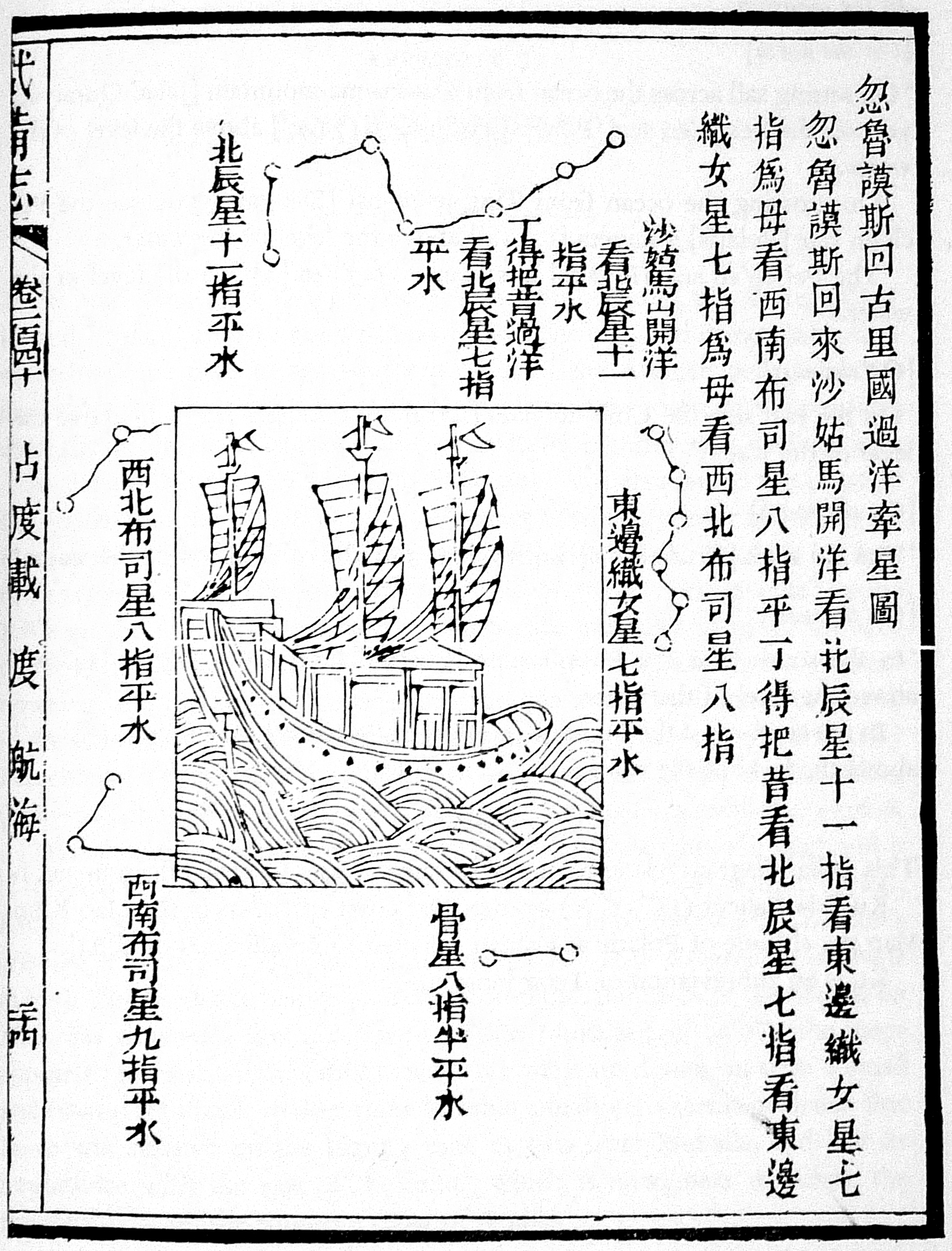
Diagrama estelar con instrucciones para la navegación de Ormuz a Calicut

El mapa tenía originalmente la forma de un mapa callejero de tiras de 20,5 cm por 560 cm que se podía enrollar, pero luego se dividía en 40 páginas en el libro. El mapa, después de Nankín y el río Yangtsé, muestra principalmente las regiones e islas costeras a lo largo de la ruta marítima, y los lugares están representados en sus posiciones aproximadas a lo largo del contorno de la costa. La costa de la masa terrestre principal se muestra en gran parte como una línea irregular continua en la parte superior del mapa, con profundas hendiduras en forma de V que indican los estuarios de los ríos. Como resultado de la naturaleza del mapa y su enfoque en la región costera, no se puede distinguir la forma de la península de Malaca, y la India se alargó al omitirse su interior. Las páginas del mapa están ordenadas de derecha a izquierda en formato de libro tradicional chino, comenzando en Nankín y terminando en Ormuz. Lugares en África Oriental como Socotra, Mogadiscio y Malindi aparecen en secuencia de izquierda a derecha en la costa de África, que se muestra como una masa de tierra continua en la parte inferior de las secciones de India y Sri Lanka.
También están marcadas en el mapa como líneas de puntos las rutas de navegación, con instrucciones a lo largo de las marcas de ruta. Las instrucciones de navegación se dan en puntos y distancias de la brújula: el punto de la brújula utiliza un sistema de brújula de 24 puntos con un carácter chino que denota cada punto (cada punto subdividido en tres), y la distancia se expresa en unidades de tiempo chinas (cada unidad un período de 2,4 horas) que tendría en cuenta las corrientes y vientos locales. La mayoría de las instrucciones se dan solo en una dirección, aunque ocasionalmente también se pueden dar tanto los viajes de ida como los de regreso. Las instrucciones también son más detalladas para las aguas chinas. La latitud está indicada por la altura de la constelación estelar, un sistema similar al utilizado por los árabes. Se dan cuatro diagramas estelares al final con instrucciones para posicionar los barcos en relación con las estrellas y constelaciones para garantizar una navegación correcta en dos pasajes: entre Sumatra y Sri Lanka, y entre Ormuz y Calicut.
El mapa no intenta dar una representación verdadera o consistente en su escala u orientación; la escala puede variar desde 7 millas por pulgada en el área de Nankín hasta 215 millas por pulgada a lo largo de partes de la costa africana, y en algunas partes, como la página con Ceilán, puede orientarse en varias direcciones dentro de la misma página. También hay distorsiones geográficas en la representación de algunos lugares como Java, y el mapa se vuelve menos completo mientras más se dirige al oeste. La estructura de la última parte o la más occidental de la carta sugiere que puede haber sido compuesta a partir de varios otros mapas de diferentes escalas, incluido uno que era solo para Sri Lanka, otro para las Maldivas y un tercero para la costa africana. Los nombres de los lugares parecen incluir términos árabes (por ejemplo, Jazirah para isla) y pueden sugerir influencias cartográficas o geográficas árabes, suajili o del sur de Asia.

## Lugares en el mapa

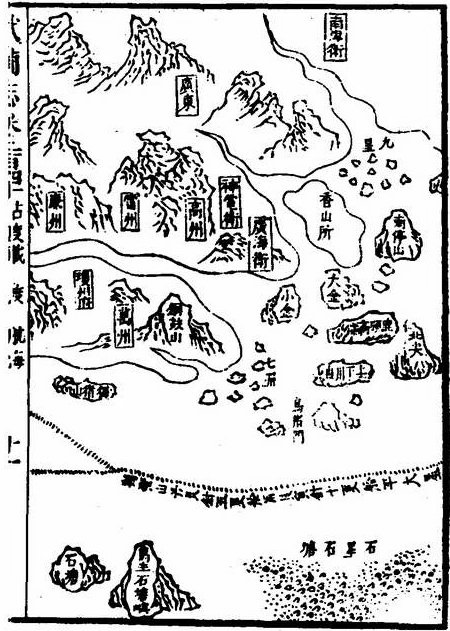
Mapa de Mao Kun que muestra la costa sur de China meridional, incluidos los grupos de islas al sur del mapa. La identificación de estas islas como las Paracel, banco Macclesfield o Spratly varía según los diferentes autores.

Hay 499 nombres de lugares en el mapa, 423 de estos han sido identificados por Mills, aunque algunos lugares son identificados de manera diferente por otros autores. Se han observado algunos errores de imprenta, por ejemplo, Barawe o Brava se dan como shi-la-wa (十 剌 哇), con shi (十) sustituyendo a bu (卜). También hay omisiones inexplicables de centros que se sabe que estuvieron activos en el período, como Nakhon Si Thammarat de Tailandia. Es posible que algunos de los lugares también se hayan ubicado en la posición incorrecta. A pesar de sus imperfecciones, se considera un mapa de cierta trascendencia que brinda información valiosa a los historiadores.

### China
Casi la mitad del mapa (18 de 40 páginas) muestra la ruta de navegación desde Nankín hasta el extremo sur de China. Las primeras páginas están sobre el río Yangtsé . Es de interés la inclusión de lo que se interpretan como islas Paracel, banco Macclesfield o islas Spratly: los nombres Shitang (石塘), Wansheng Shitangyu (萬 生 石塘 嶼) y Shixing Shitang (石 星 石塘) se indican en el mapa, aunque la identificación de estas islas puede variar según los diferentes autores.

### Sudeste asiático
El mapa muestra el sudeste asiático con algunos detalles. Su enfoque principal está en la ruta hacia el Océano Occidental (西洋), una designación china para el tramo de agua que comienza alrededor de Java o Sumatra hasta el océano Índico y más allá. Esta ruta desde el mar de la China Meridional a través del estrecho de Malaca muestra, por tanto, mayores detalles sobre los lugares de Indochina, la oenínsula de Malaca y Sumatra. Sin embargo, la franja oriental del mar de la China Meridional no está definida y solo se muestran Borneo y el archipiélago de Joló, y no se proporciona información de navegación sobre las rutas a las islas más al este.
Entre los lugares marcados en el mapa se encuentran Chenla (占 羅), Champa (占城), Siam (暹 羅), Langkasuka (狼 西加), Singapur (como Temasek, 淡 馬 錫), Malaca (滿 剌 加), Penang (梹榔 嶼), Langkawi (龍牙 交椅), Sumatra y Kalimantan.

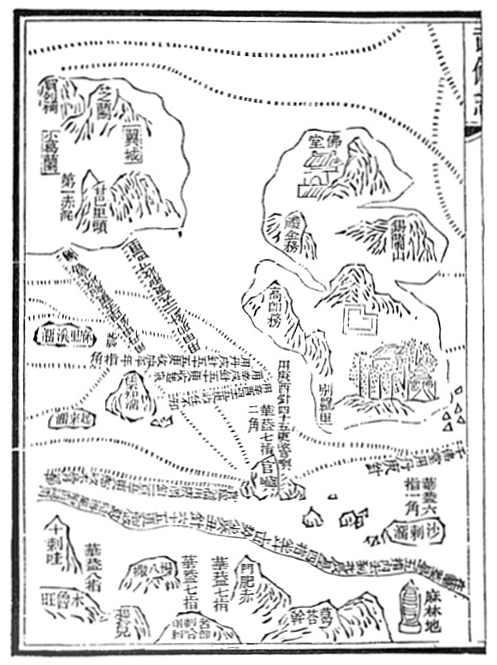
La isla de Ceilán se muestra junto con la costa este de África en la parte inferior. El océano Índico se muestra comprimido.

### Asia Meridional y Occidental
Algunos de los lugares marcados incluyen Bengala (榜 葛 剌), Odisha, Sri Lanka, Kollam, Calicut, Ormuz y Omán.

### África
La costa este de África se muestra en secciones del mapa con Sri Lanka e India con su masa terrestre en la parte superior del mapa y las Maldivas en el medio. Lugares como Mombasa (慢 八 撒), Barawe (卜 剌 哇) y Mogadiscio (木 骨 都 束) están marcados en el mapa. Otras ubicaciones identificadas incluyen la isla de Lamu, Manda y Jubba y Merca en Somalia. Lo que parece ser Malindi (麻 林地) se muestra en la ubicación incorrecta a la derecha de Mombasa, y se ha sugerido que este Malindi estaba destinado a representar a Mozambique o Kilwa Kisiwani en Tanzania. Otra propuesta es que esta parte del mapa representa solo la costa de Kenia y que Malindi era el final del viaje. En este escenario, el lugar que se cree que es Mombasa sería en realidad Faza o Mfasa en la isla Pate, y el orden de los lugares en el mapa sería correcto. Esta propuesta también sugiere que los viajes de Zheng He nunca viajaron más de seis grados al sur del Ecuador, lo que explicaría la omisión del importante centro mercantil de Kilwa en el sur de Tanzania.

## Galería
Mapa de Mao Kun

Disposición en formato chino tradicional, para leer de derecha a izquierda; primeras páginas arriba a la derecha, últimas páginas abajo a la izquierda.

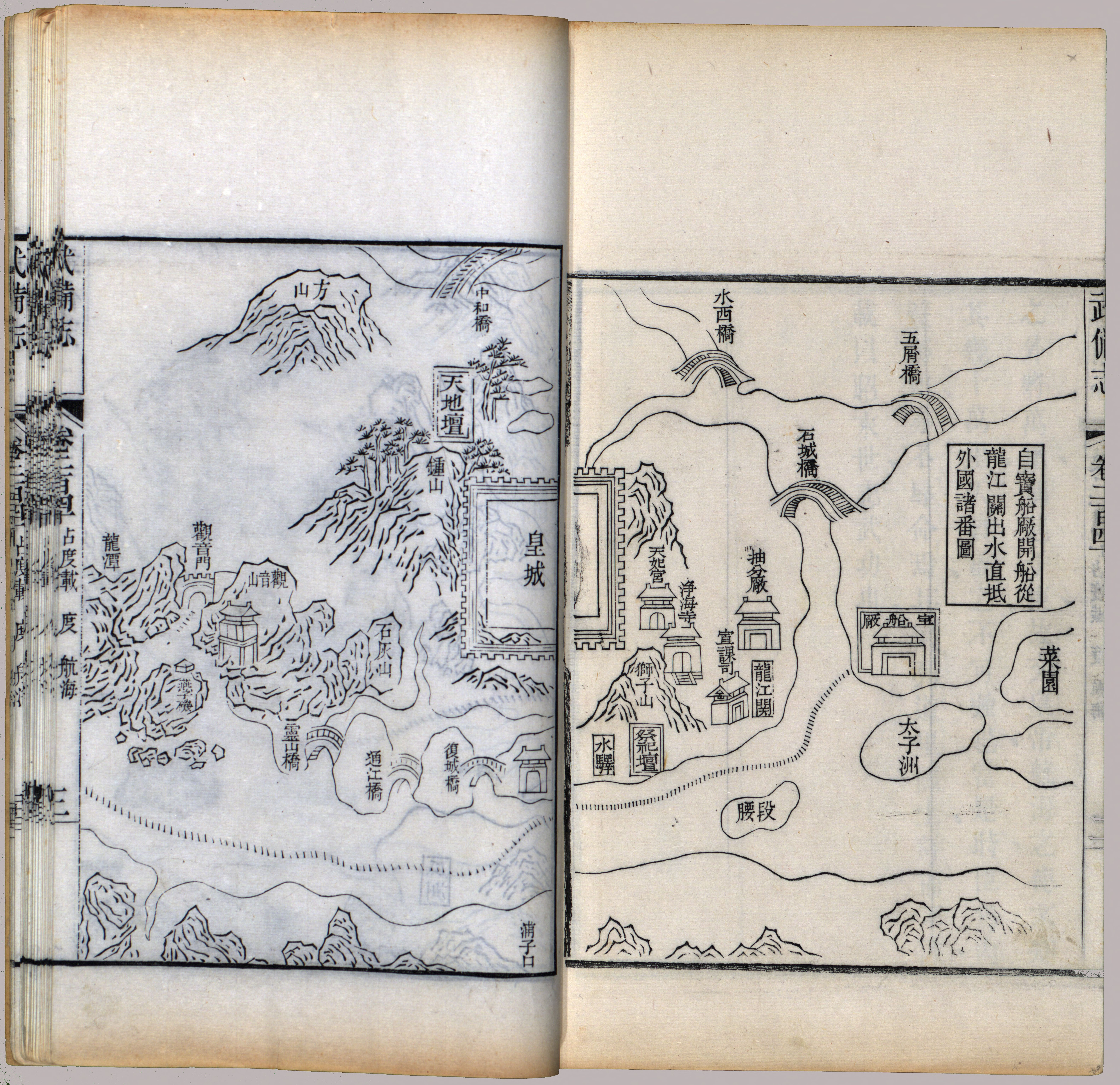
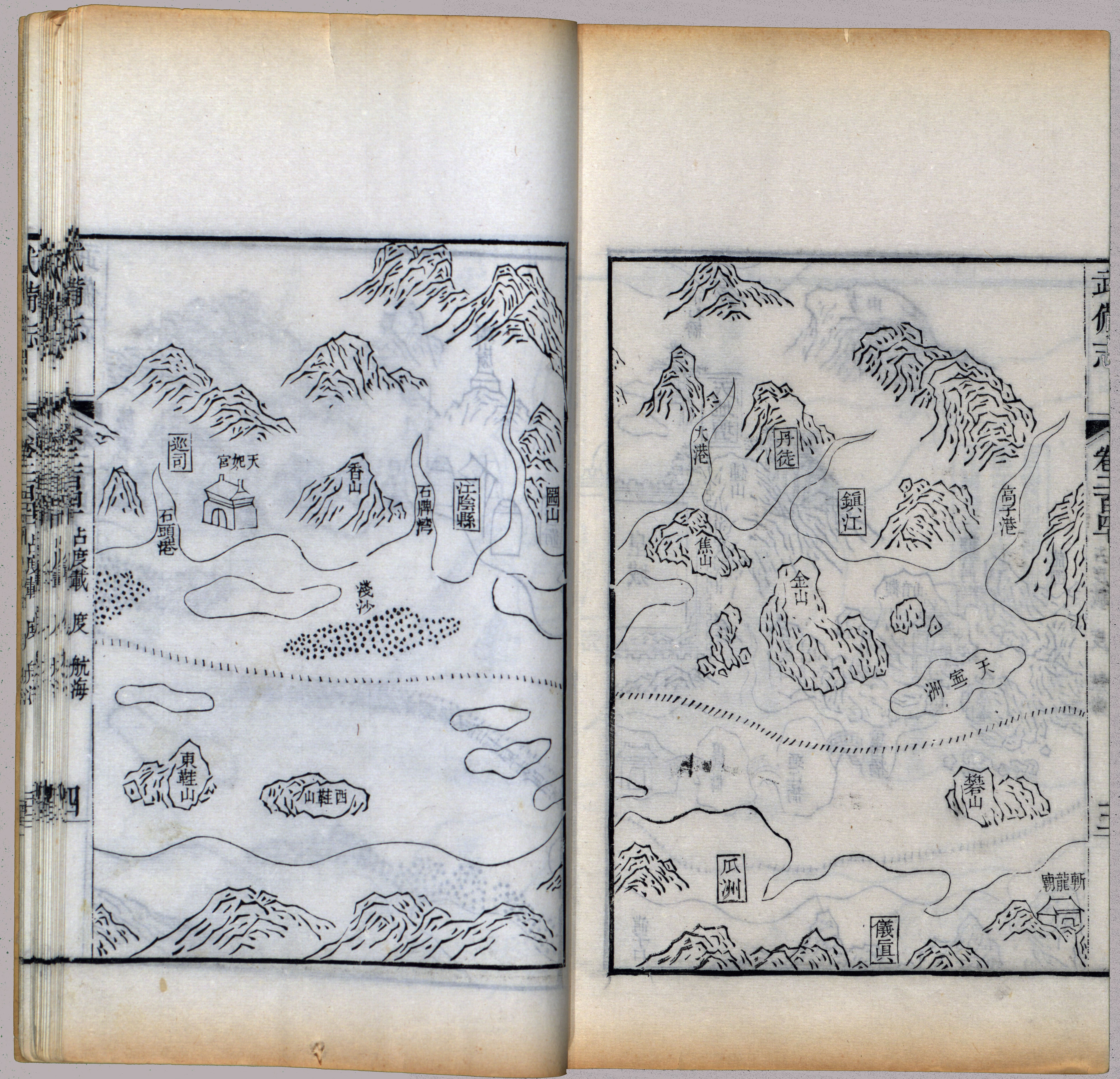
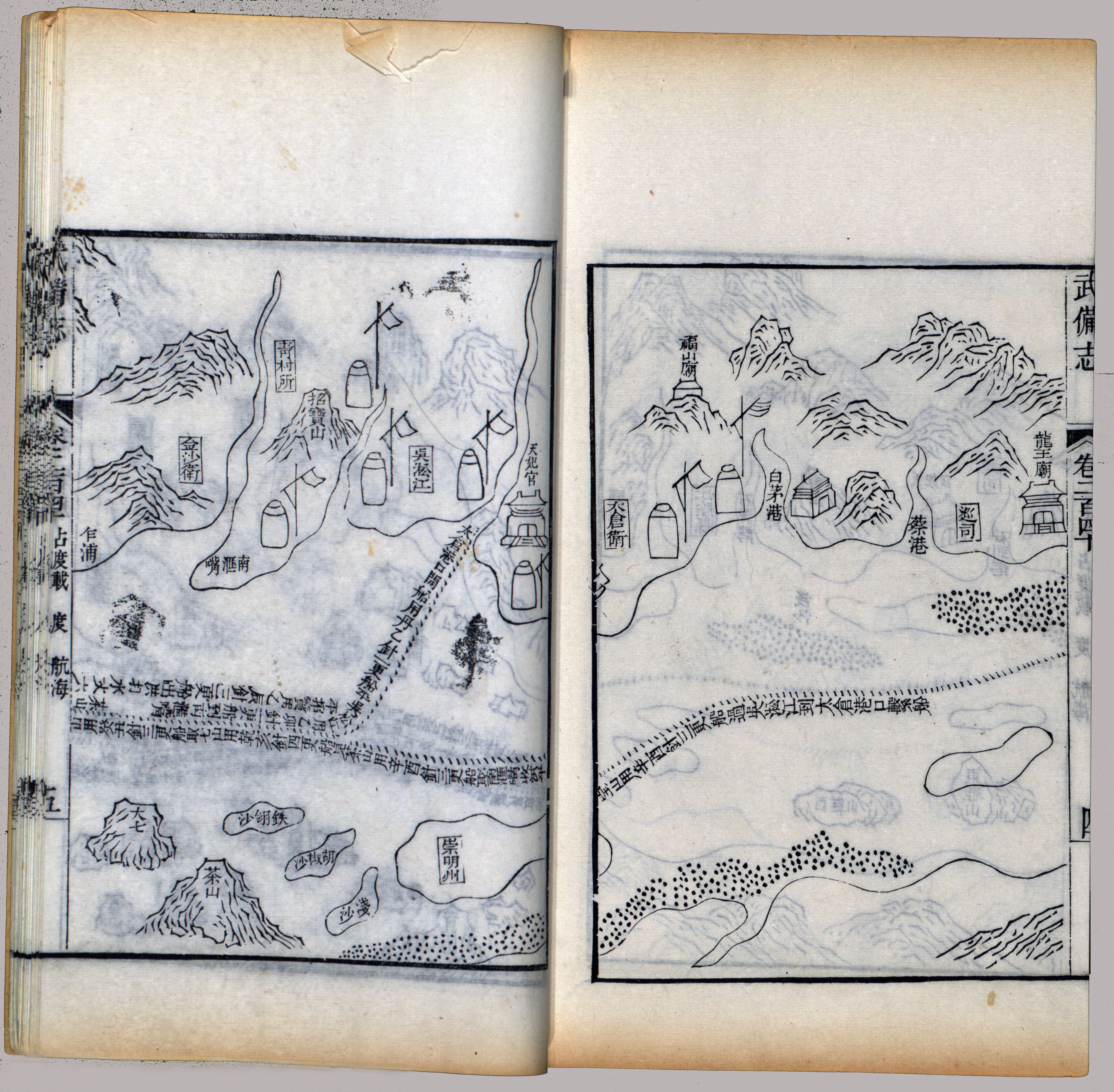
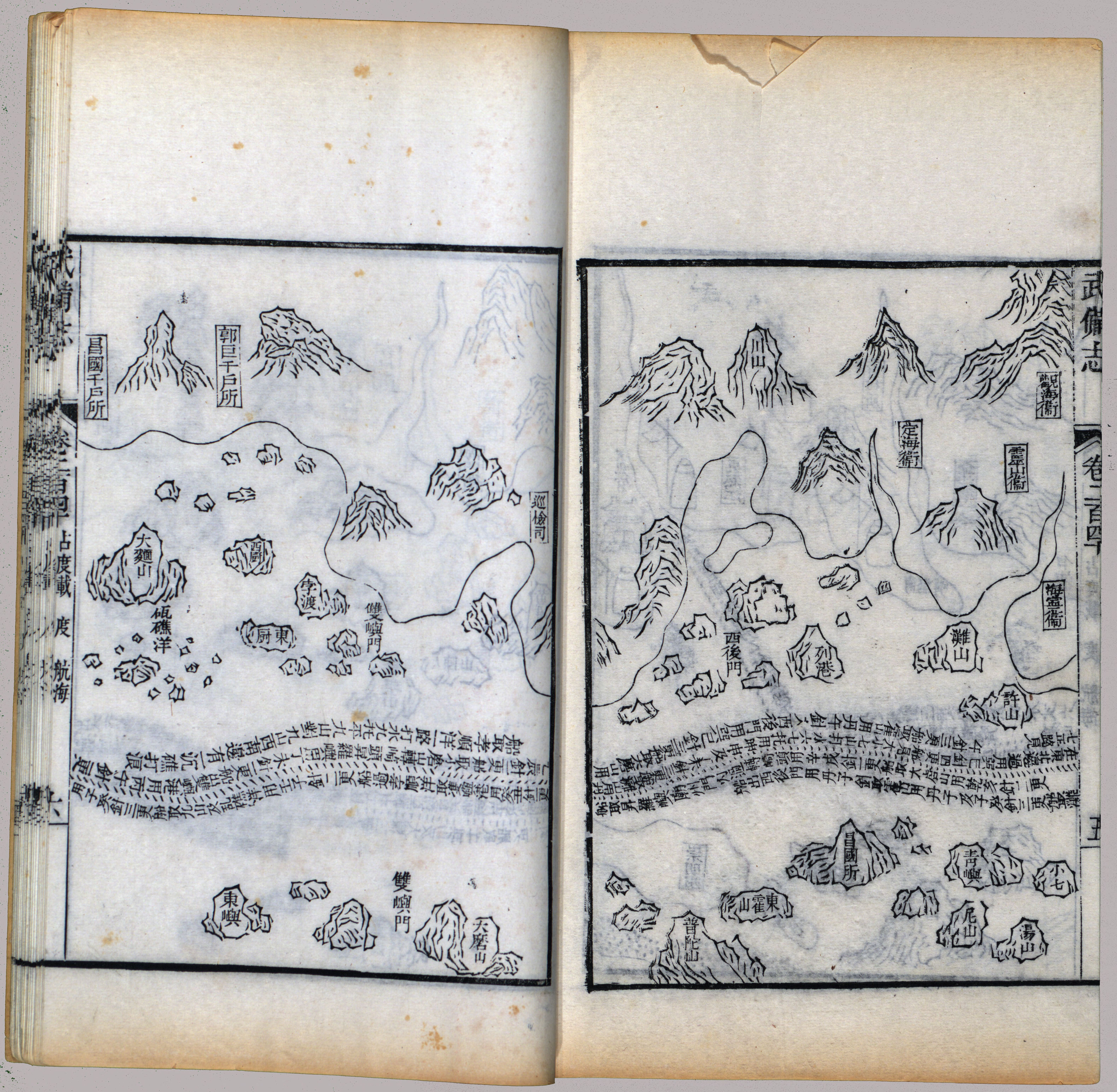
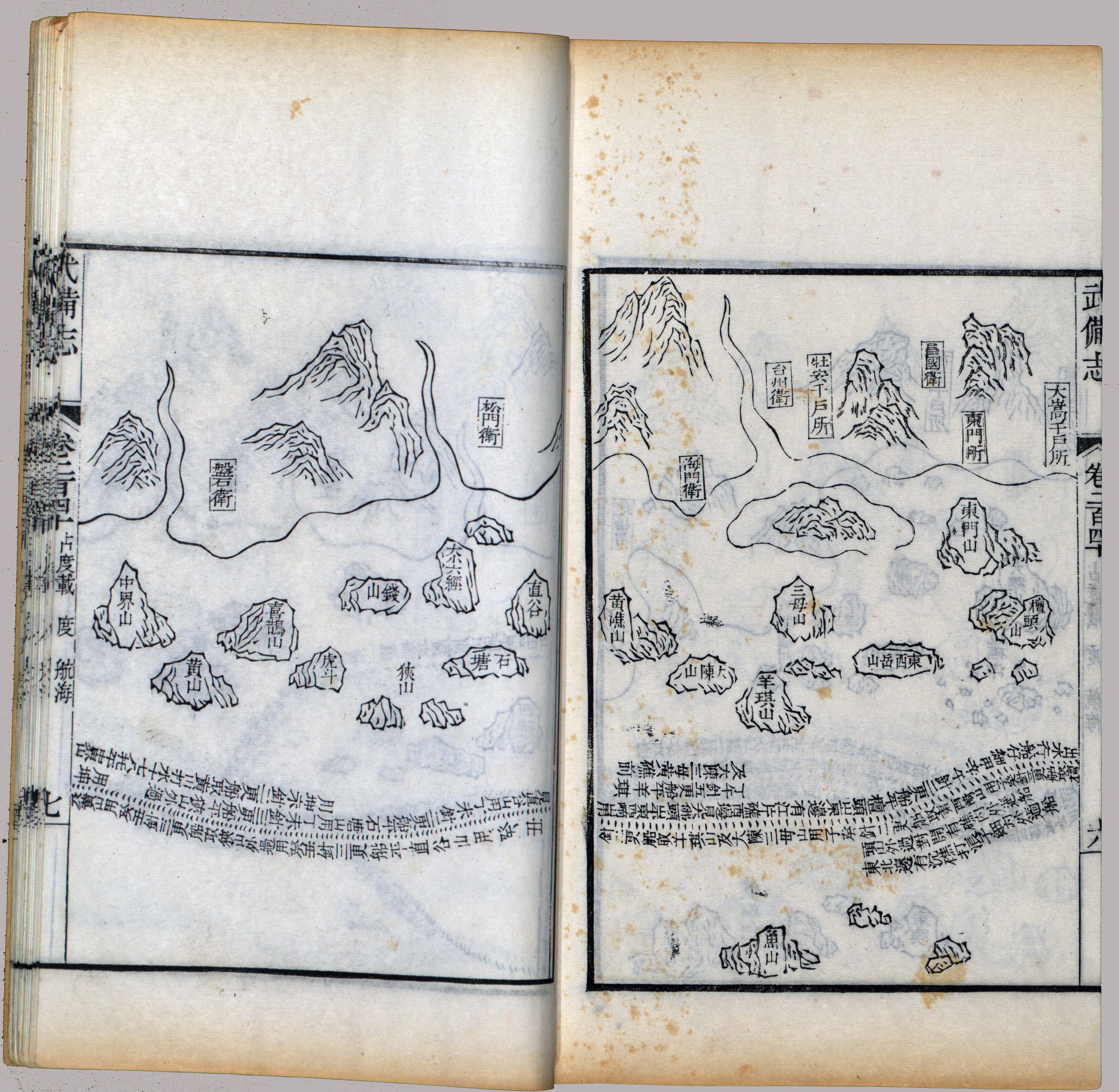
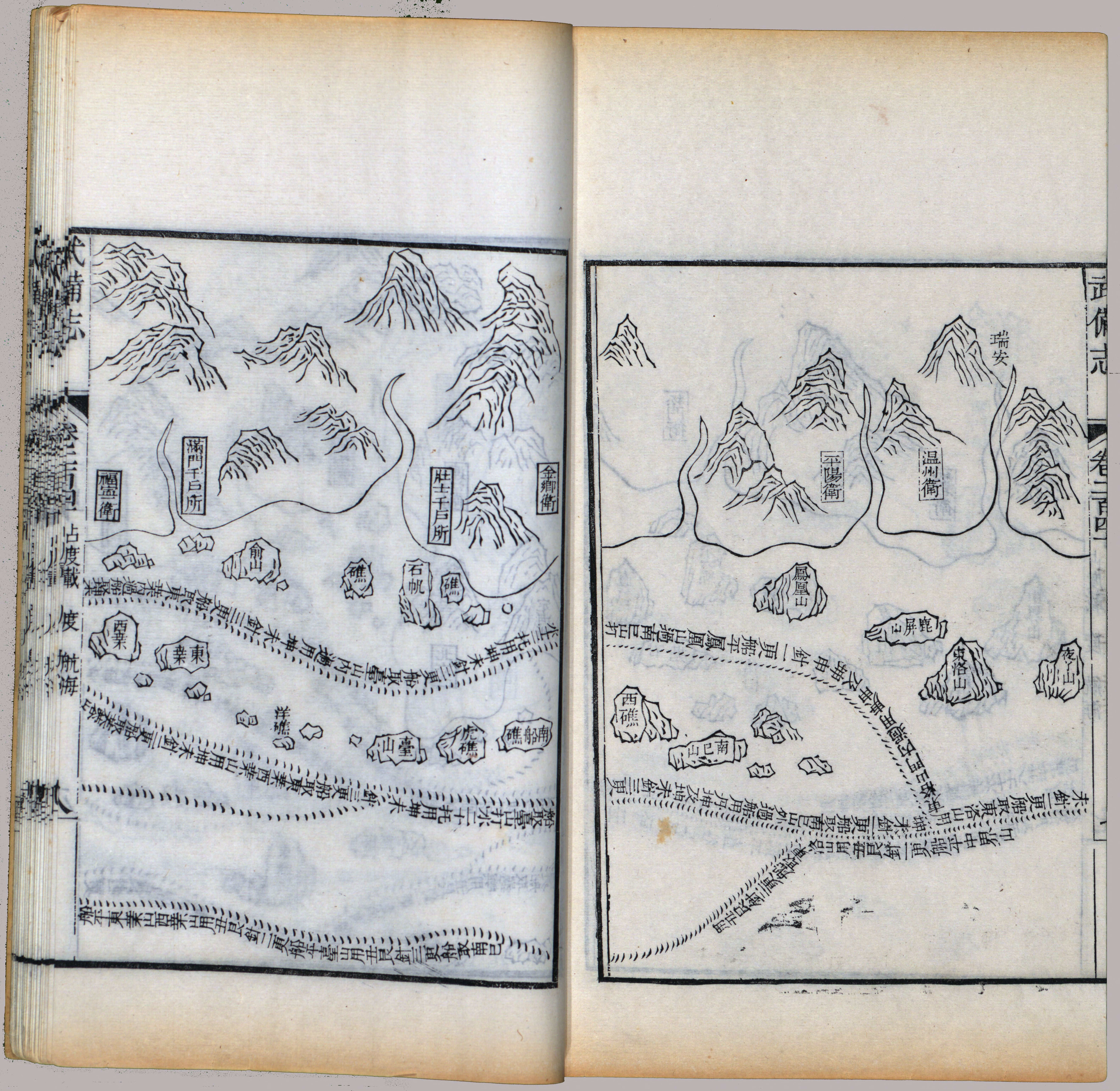
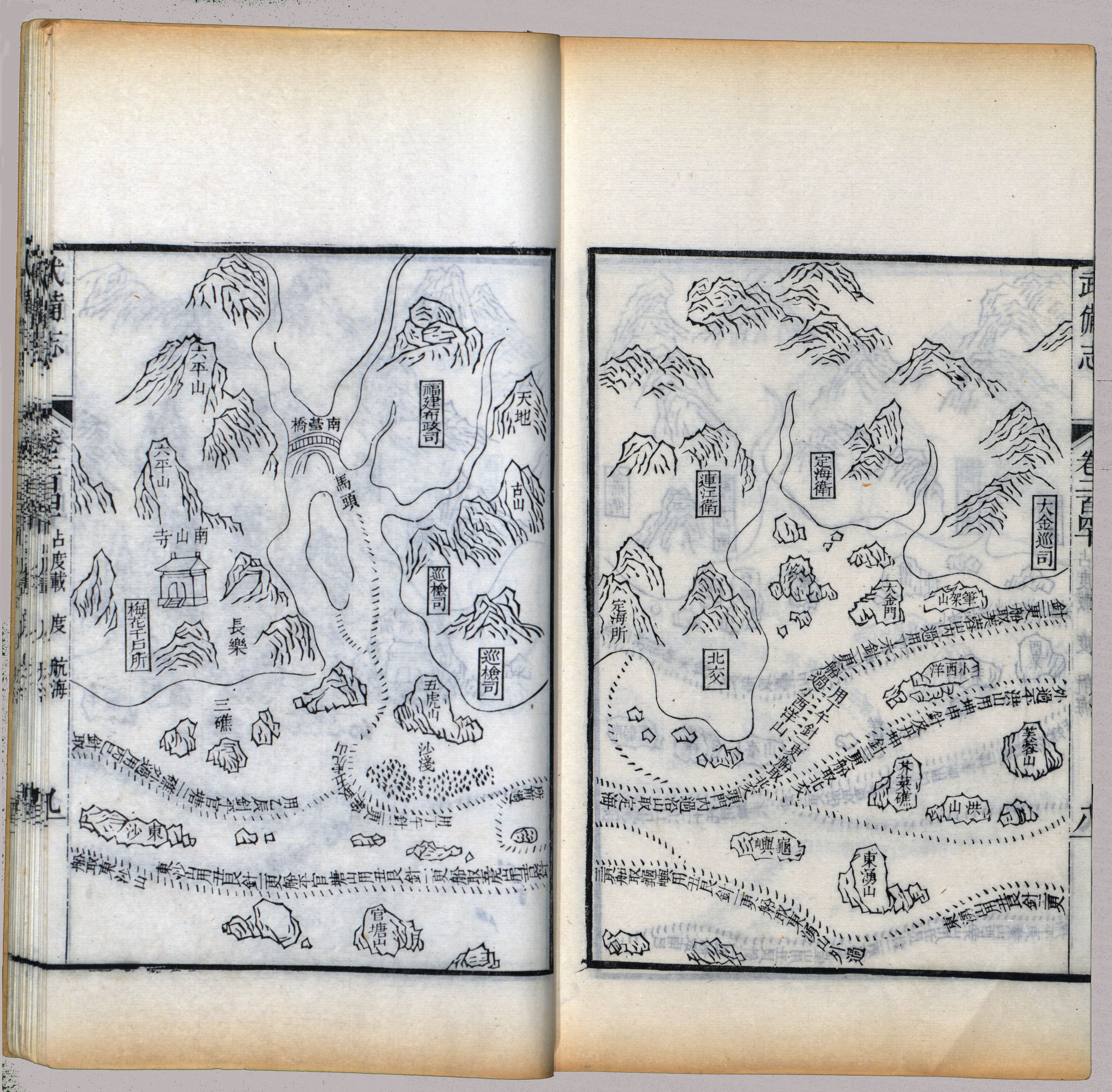
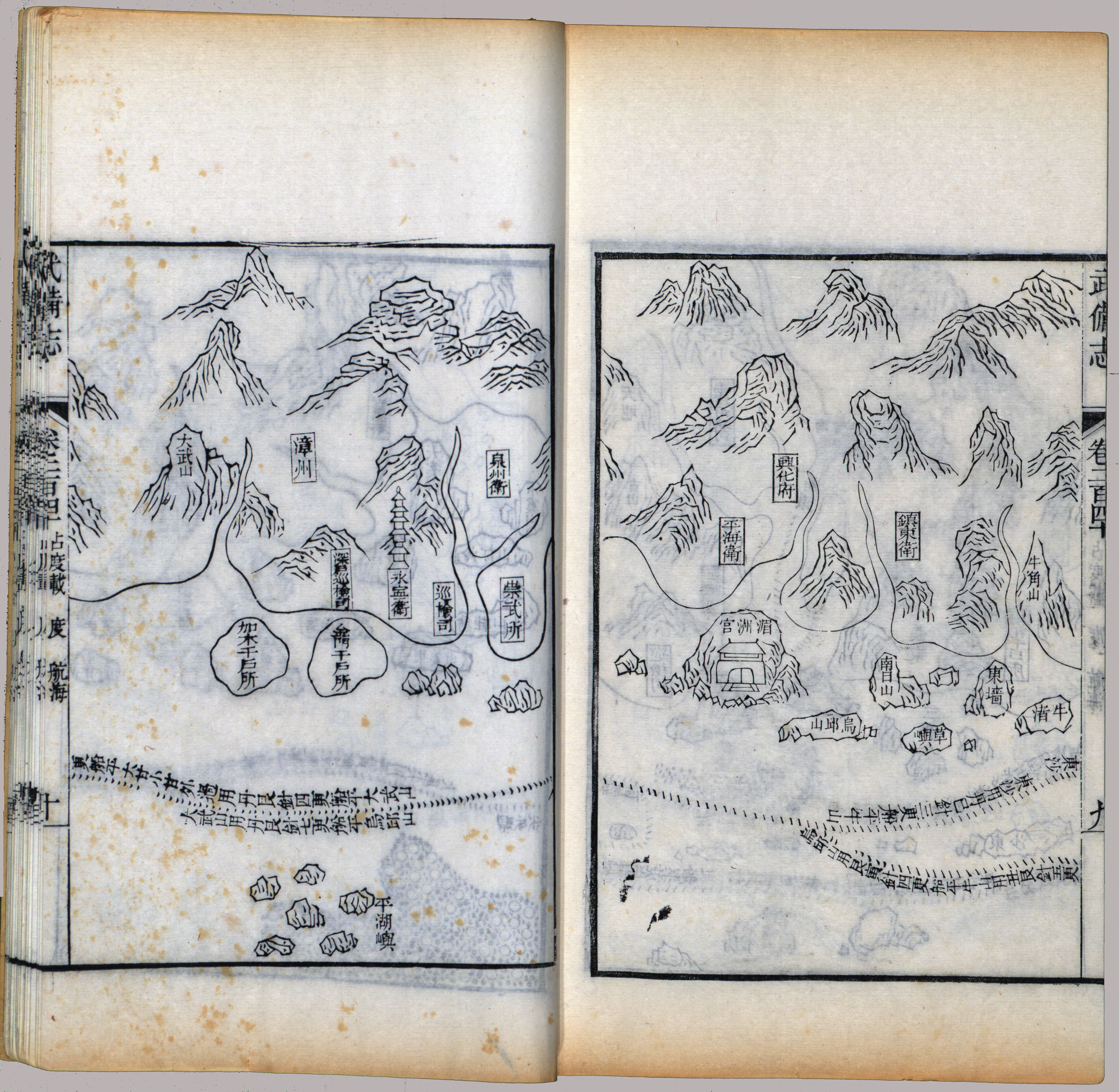
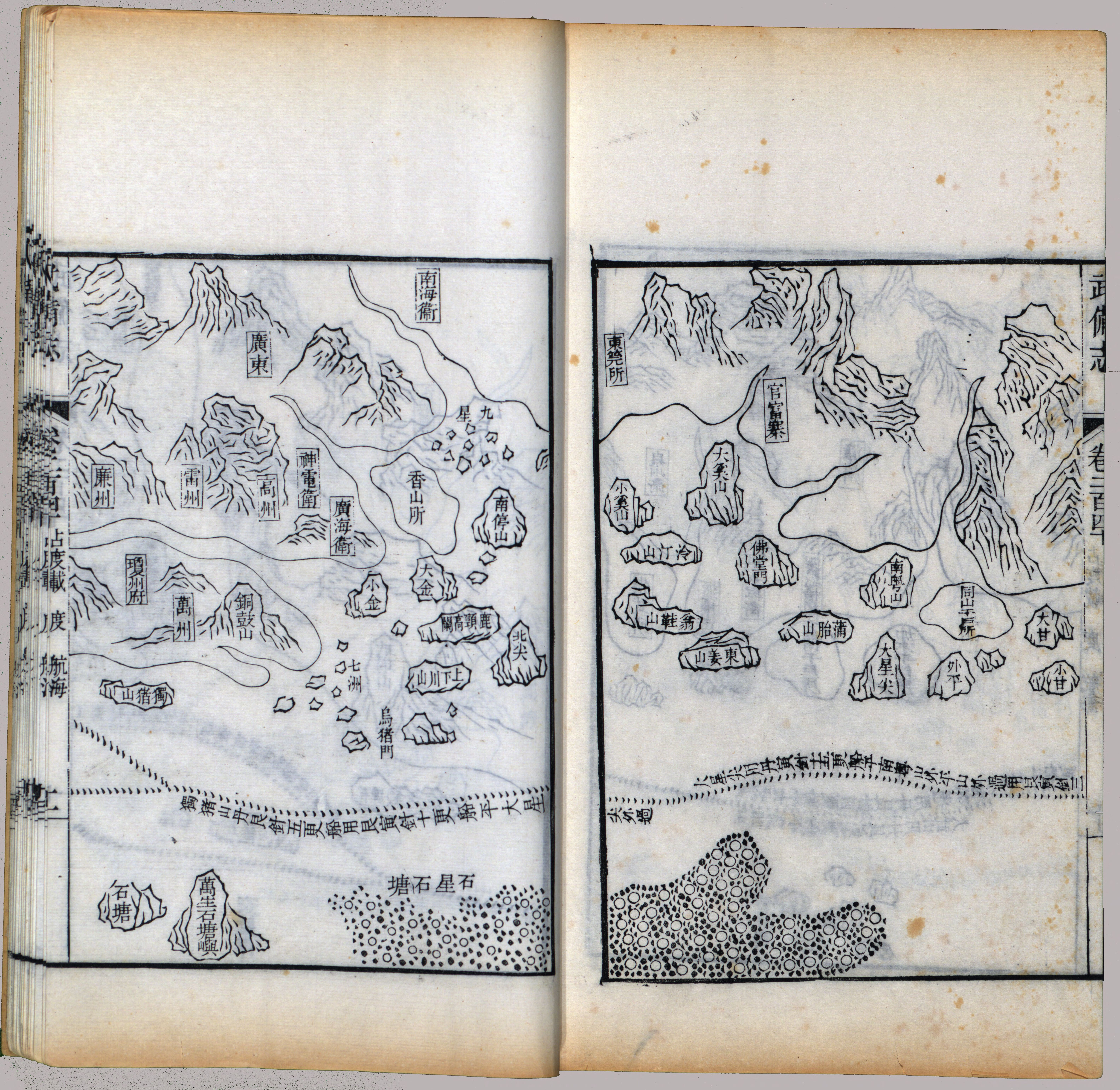
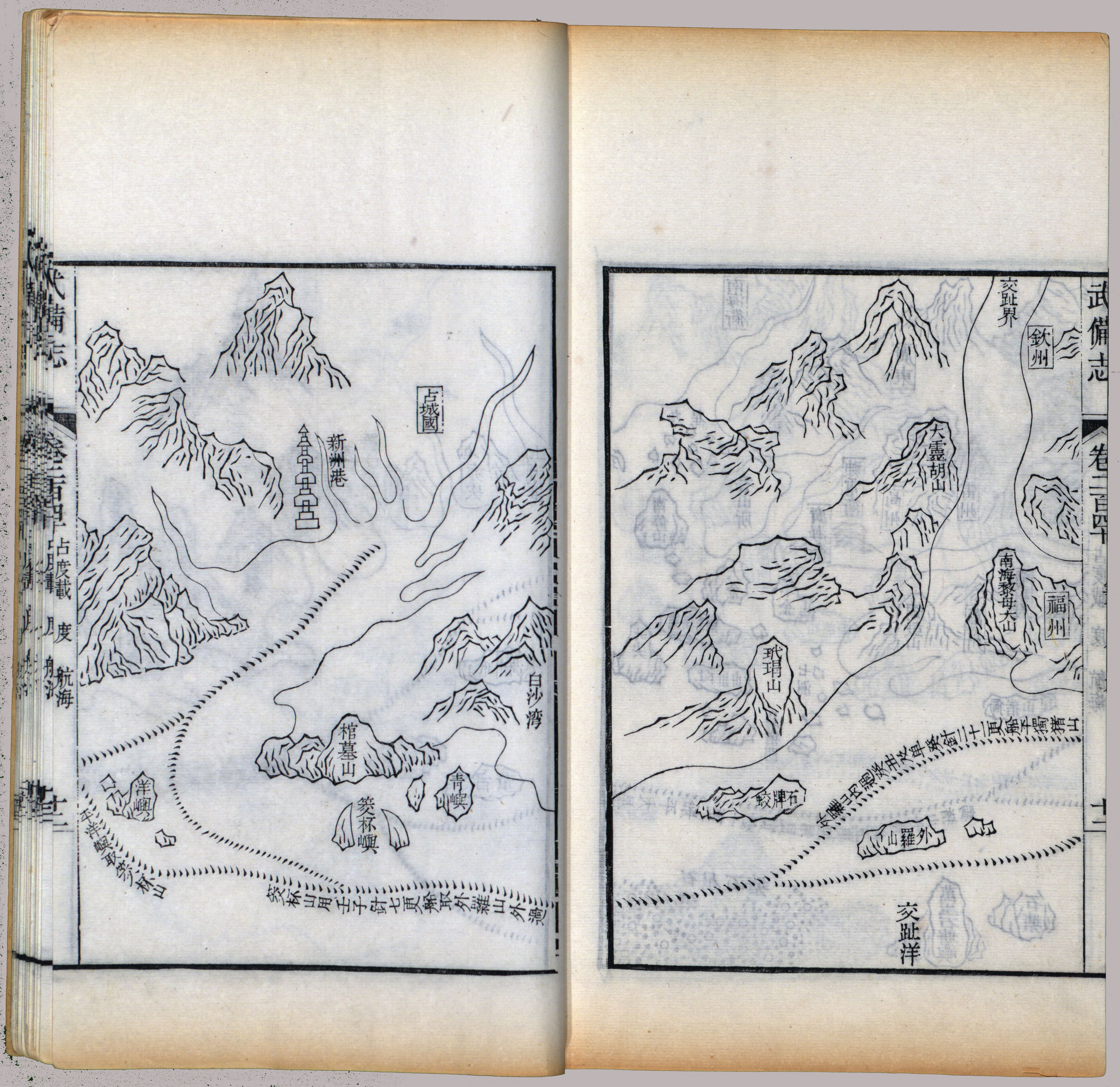
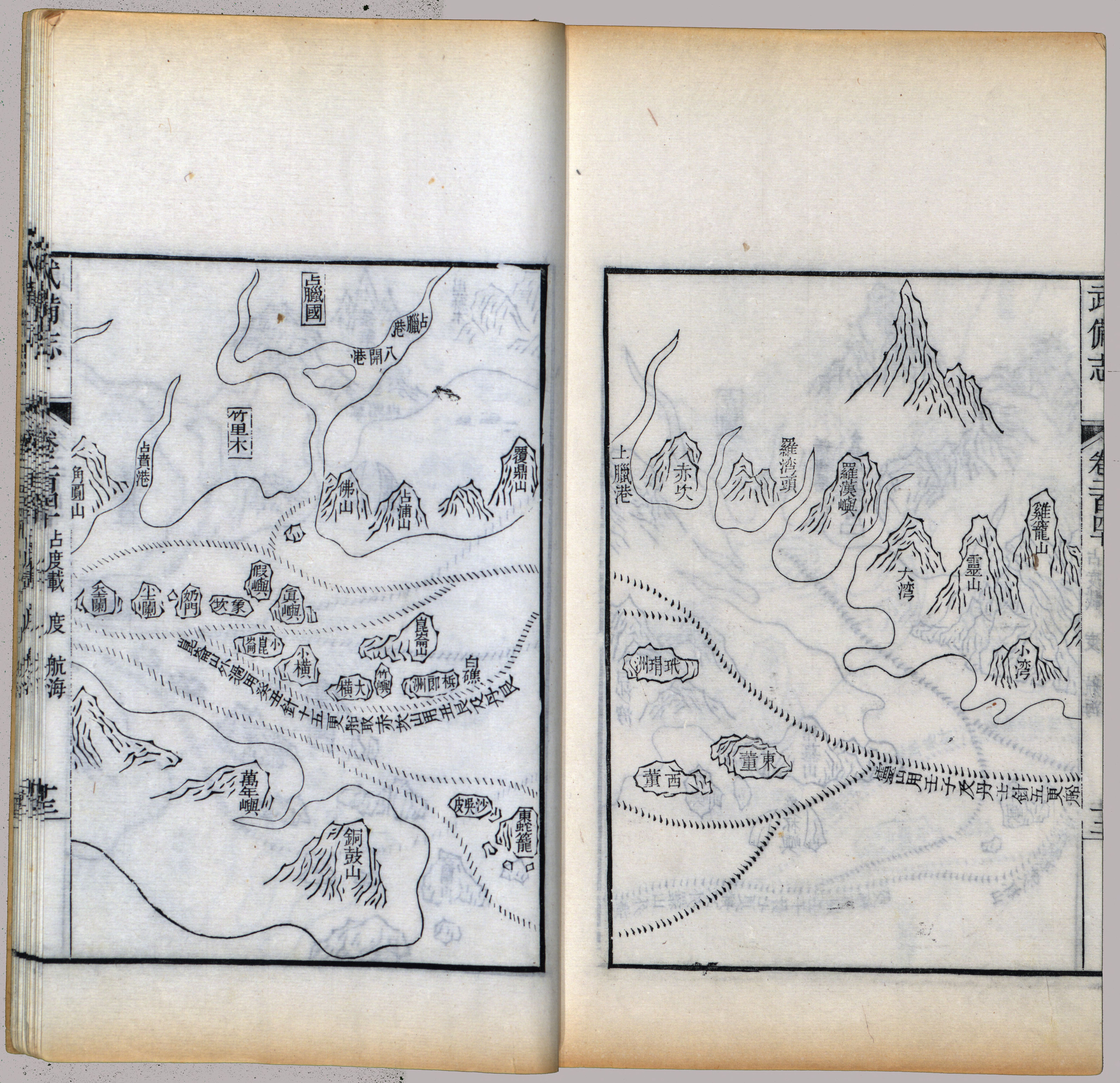
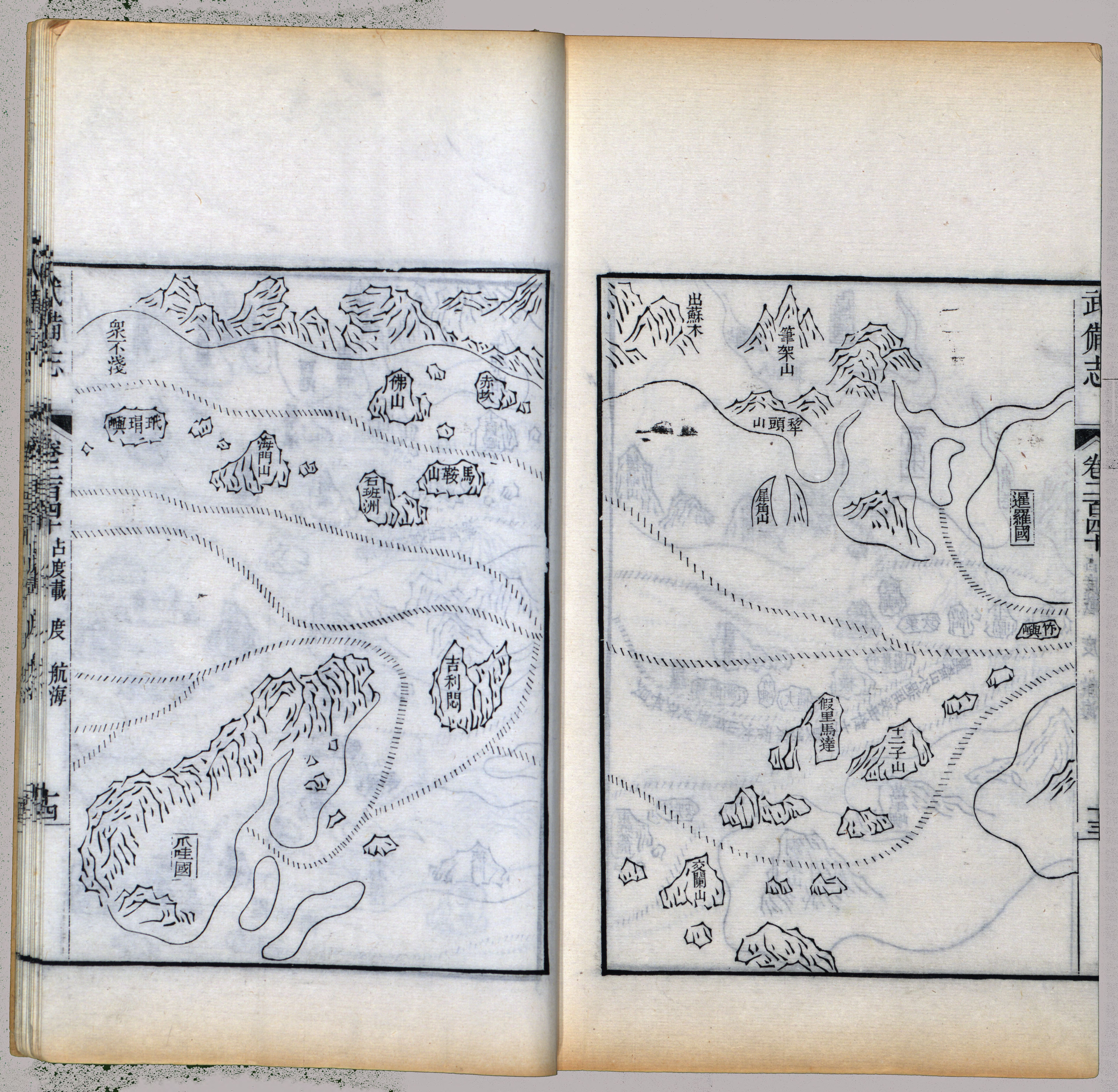
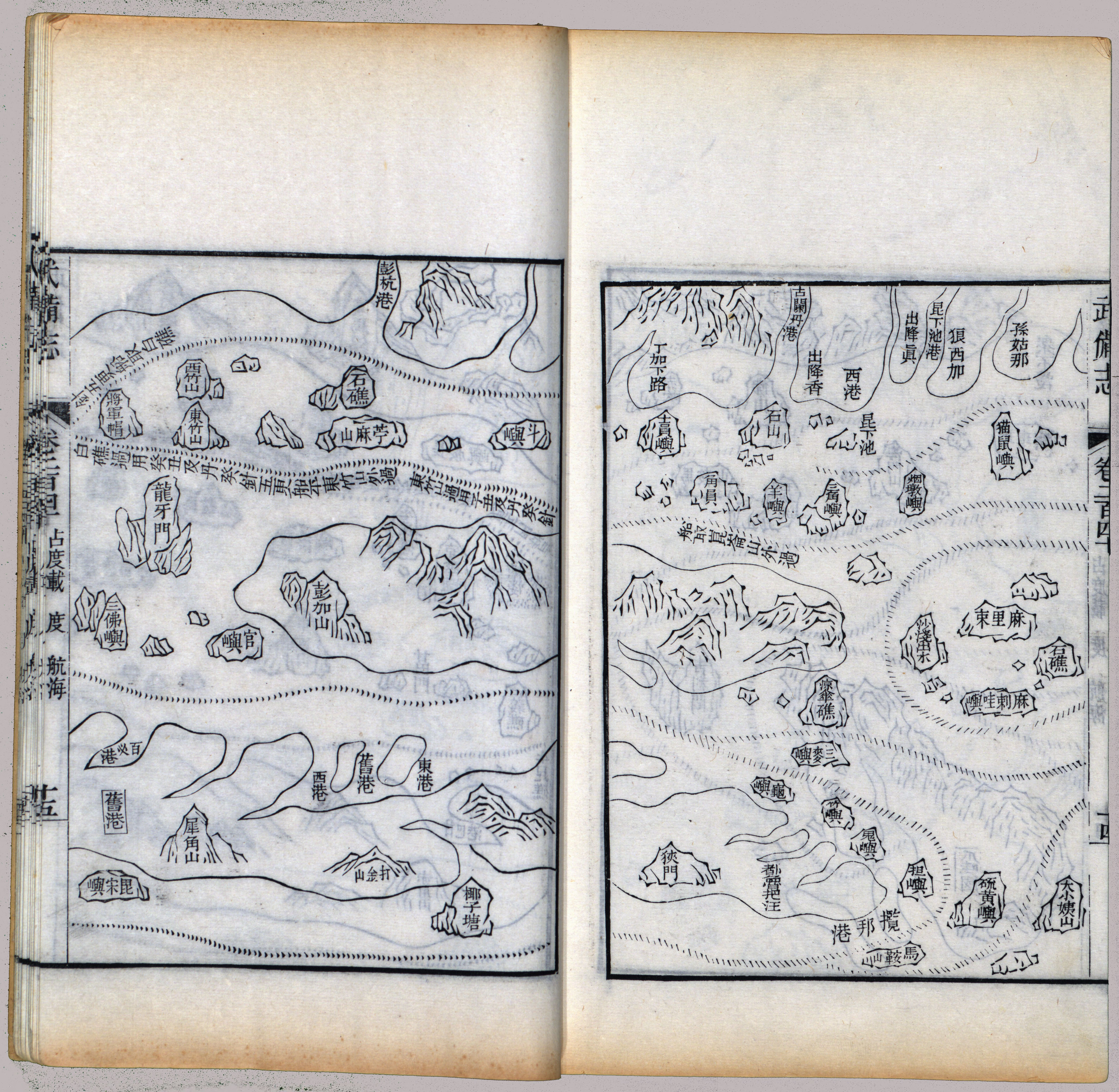
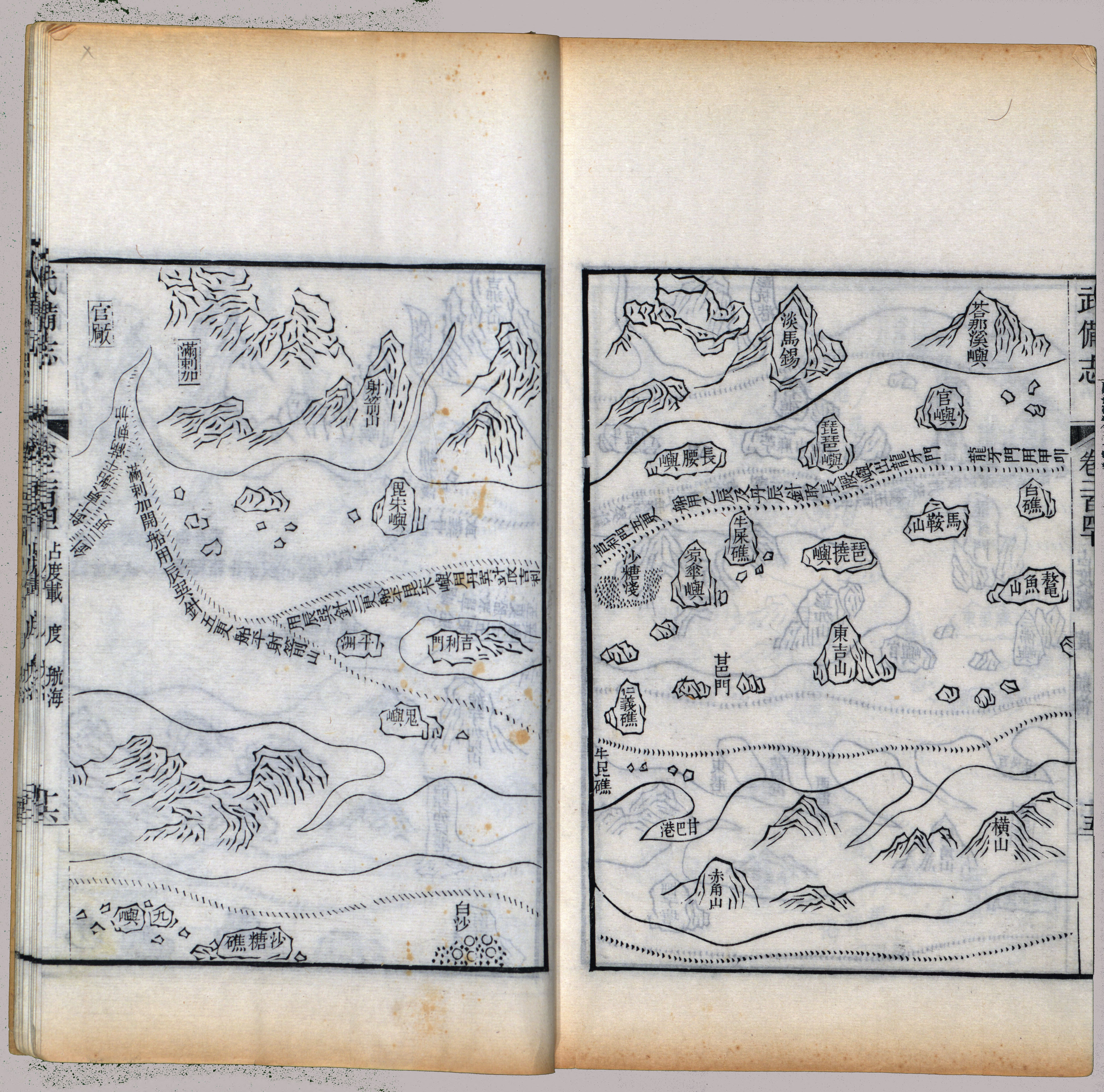
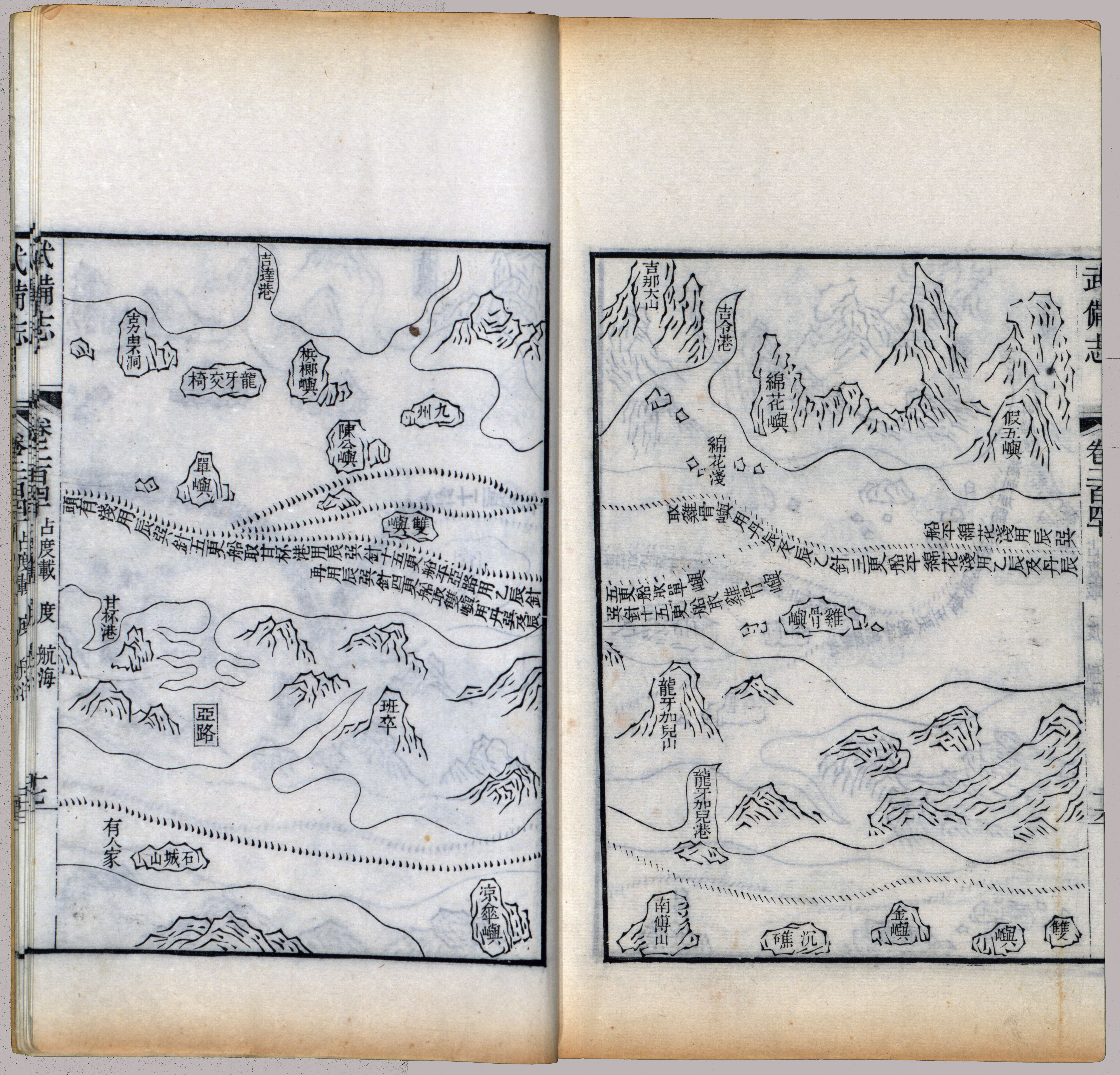
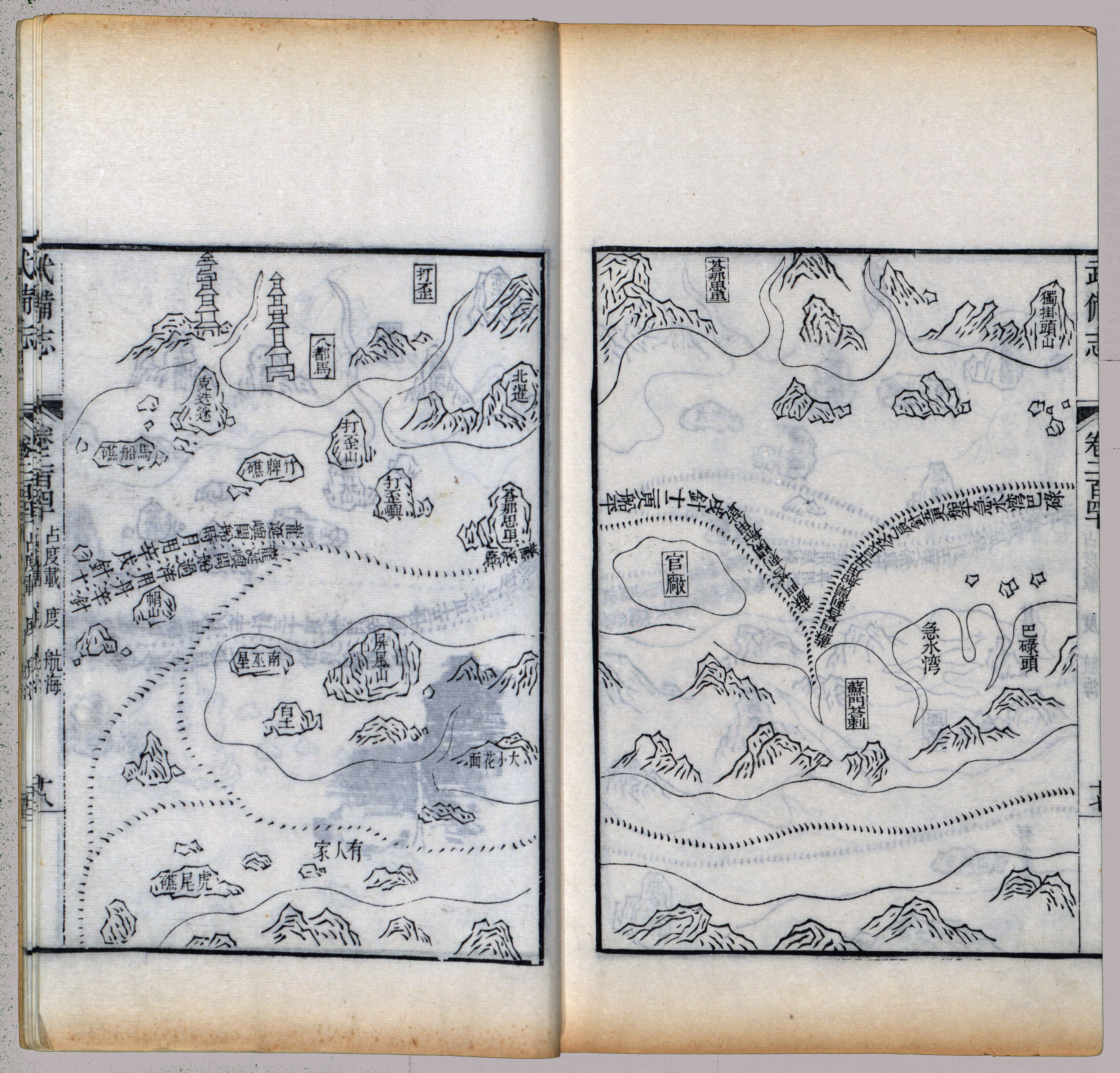
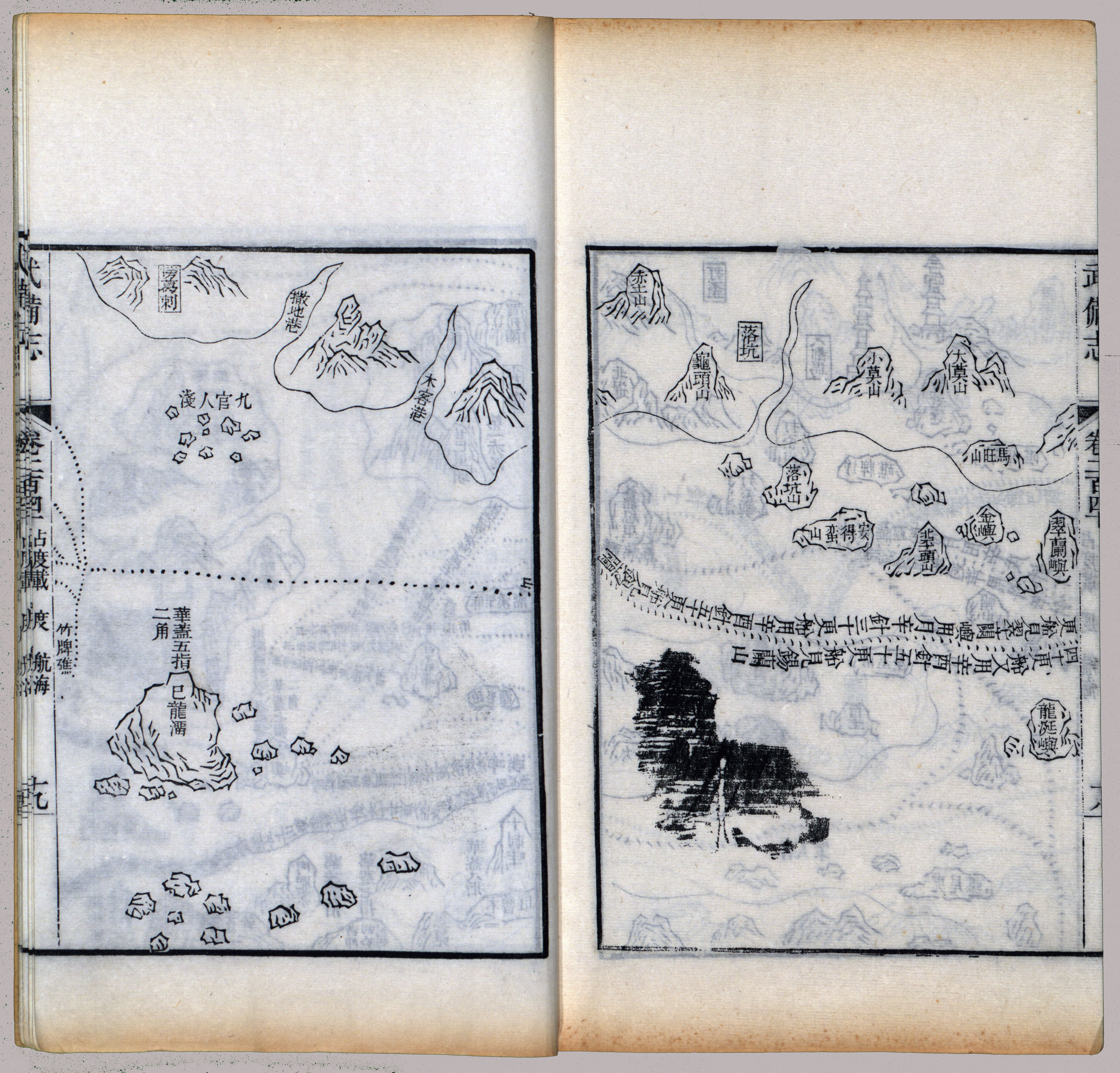
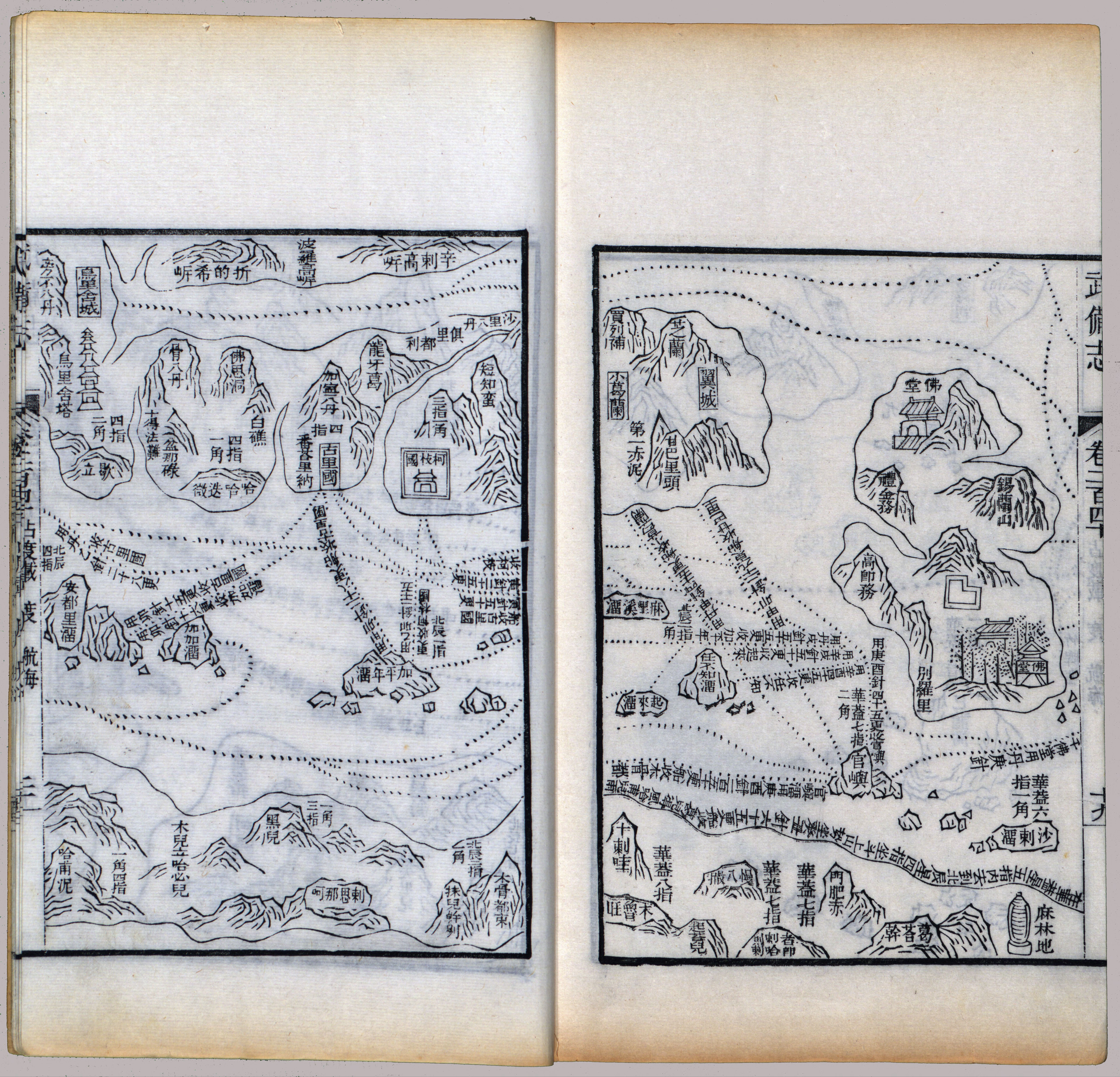
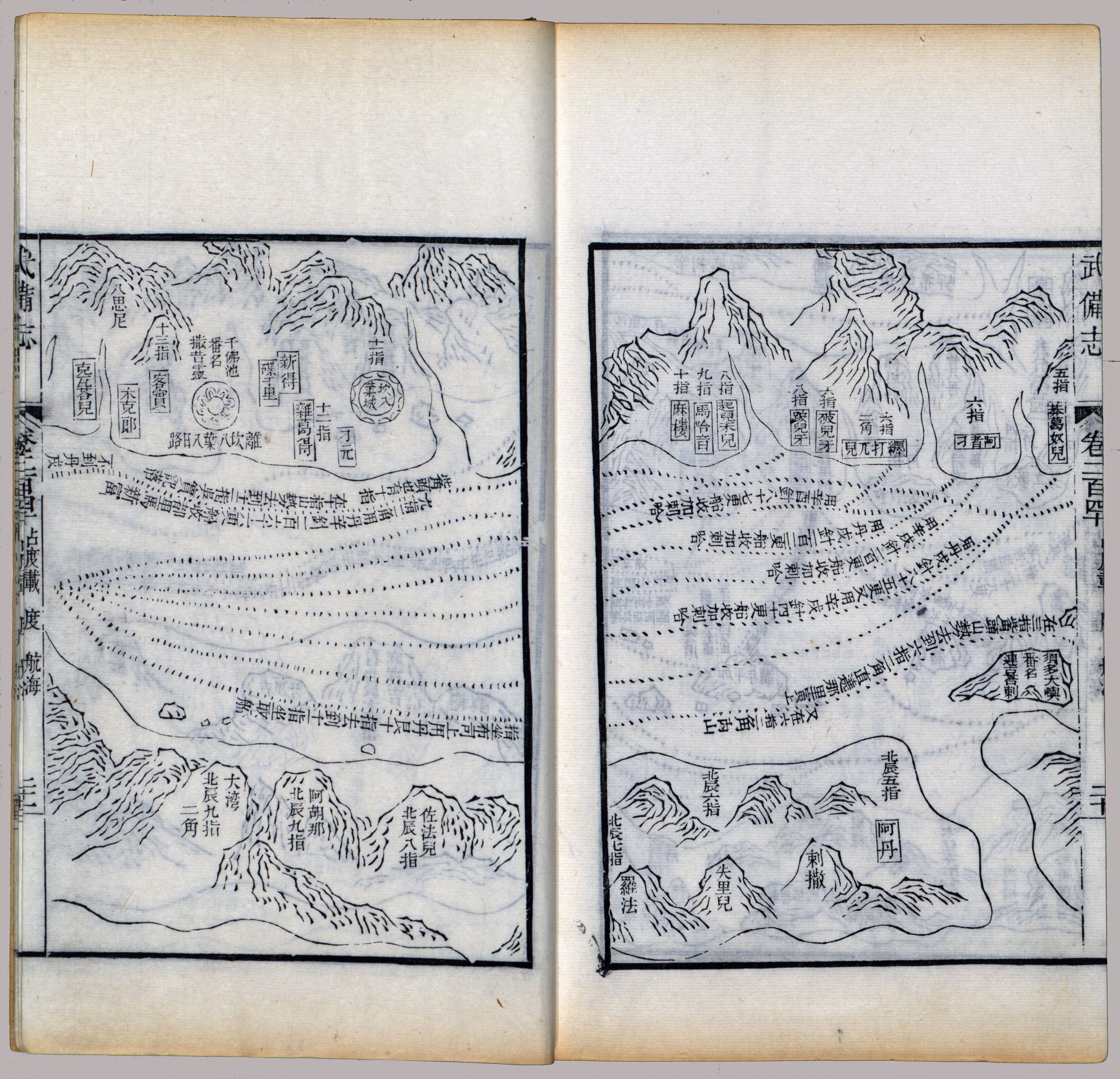
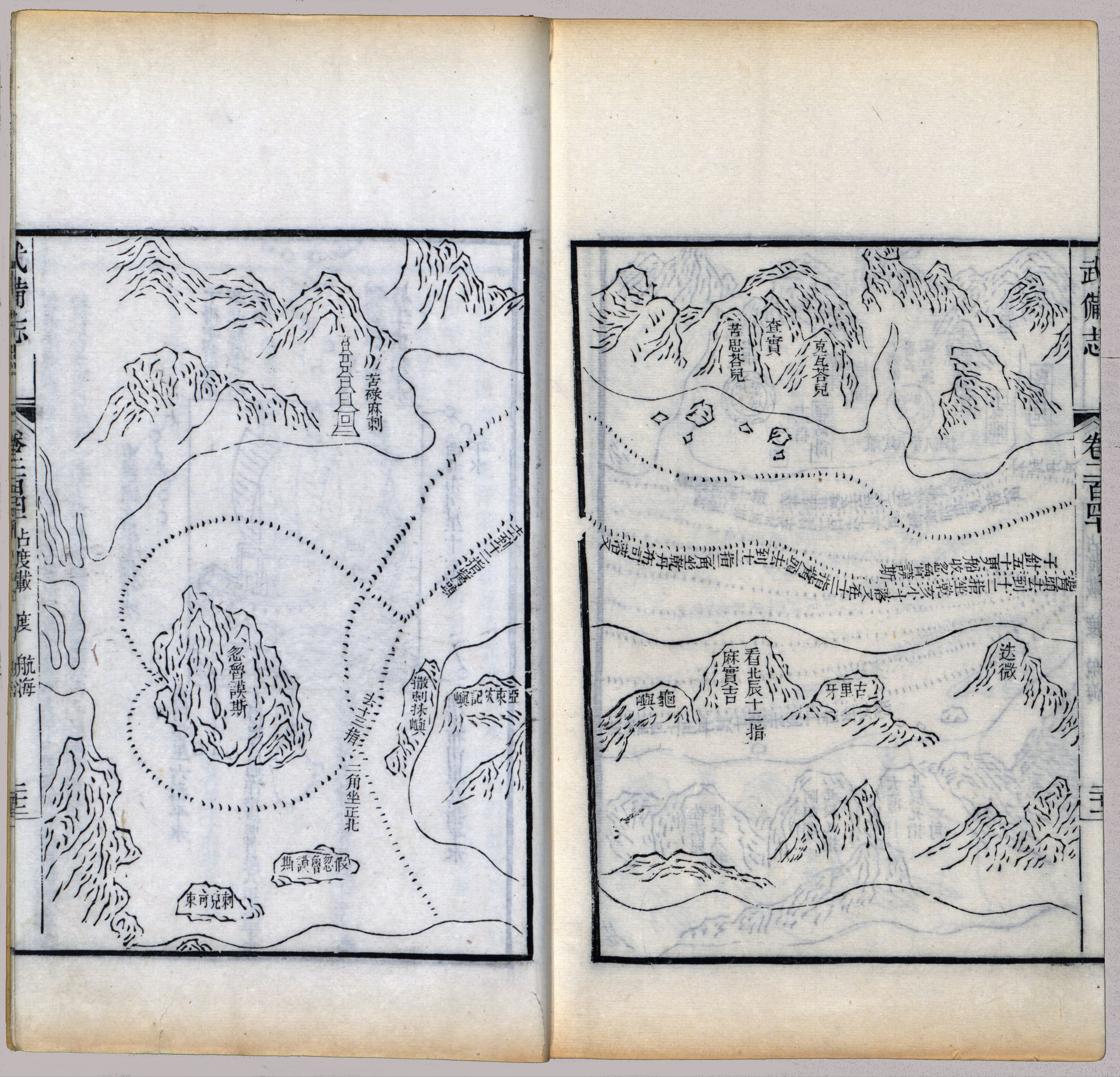

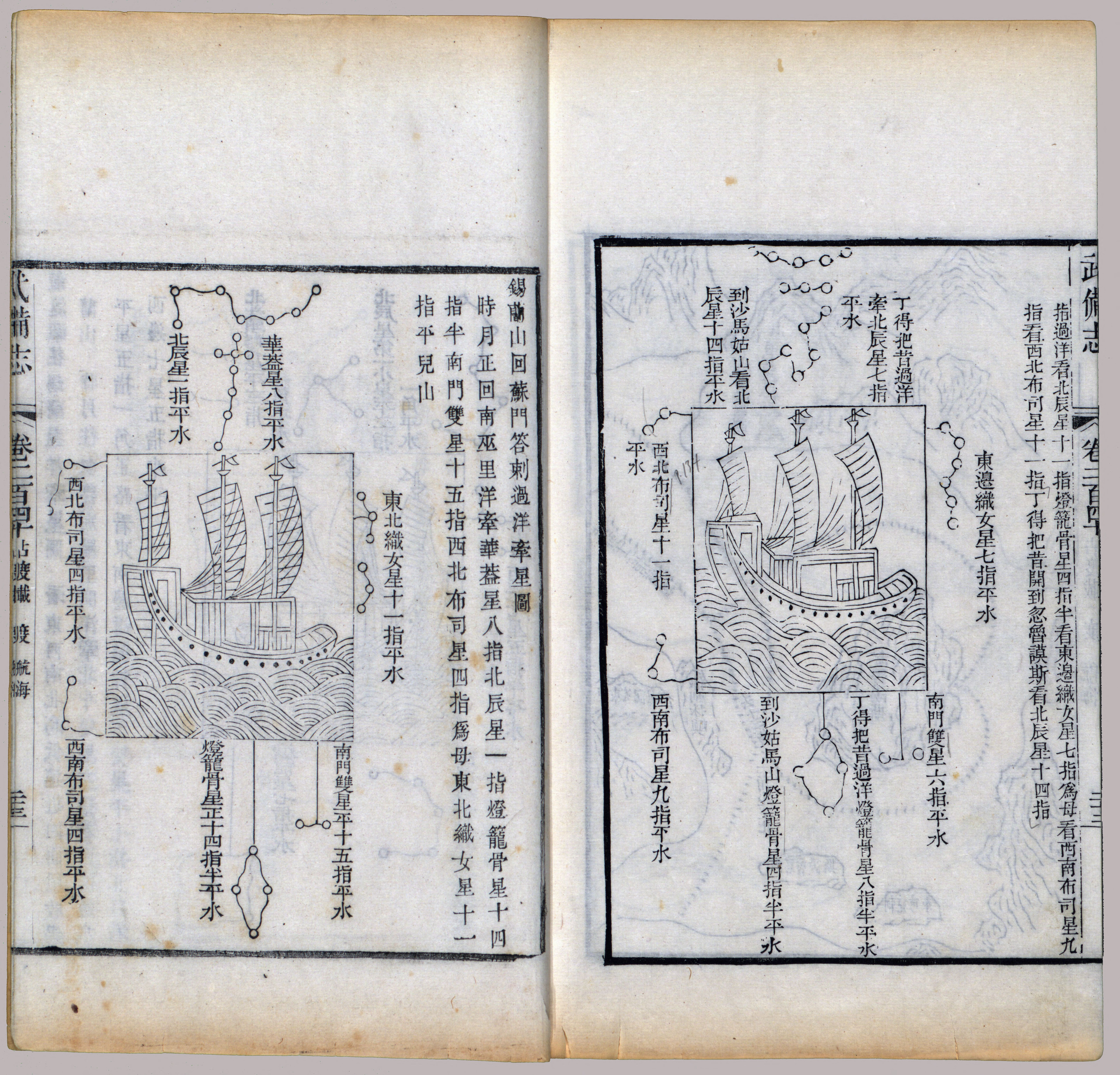
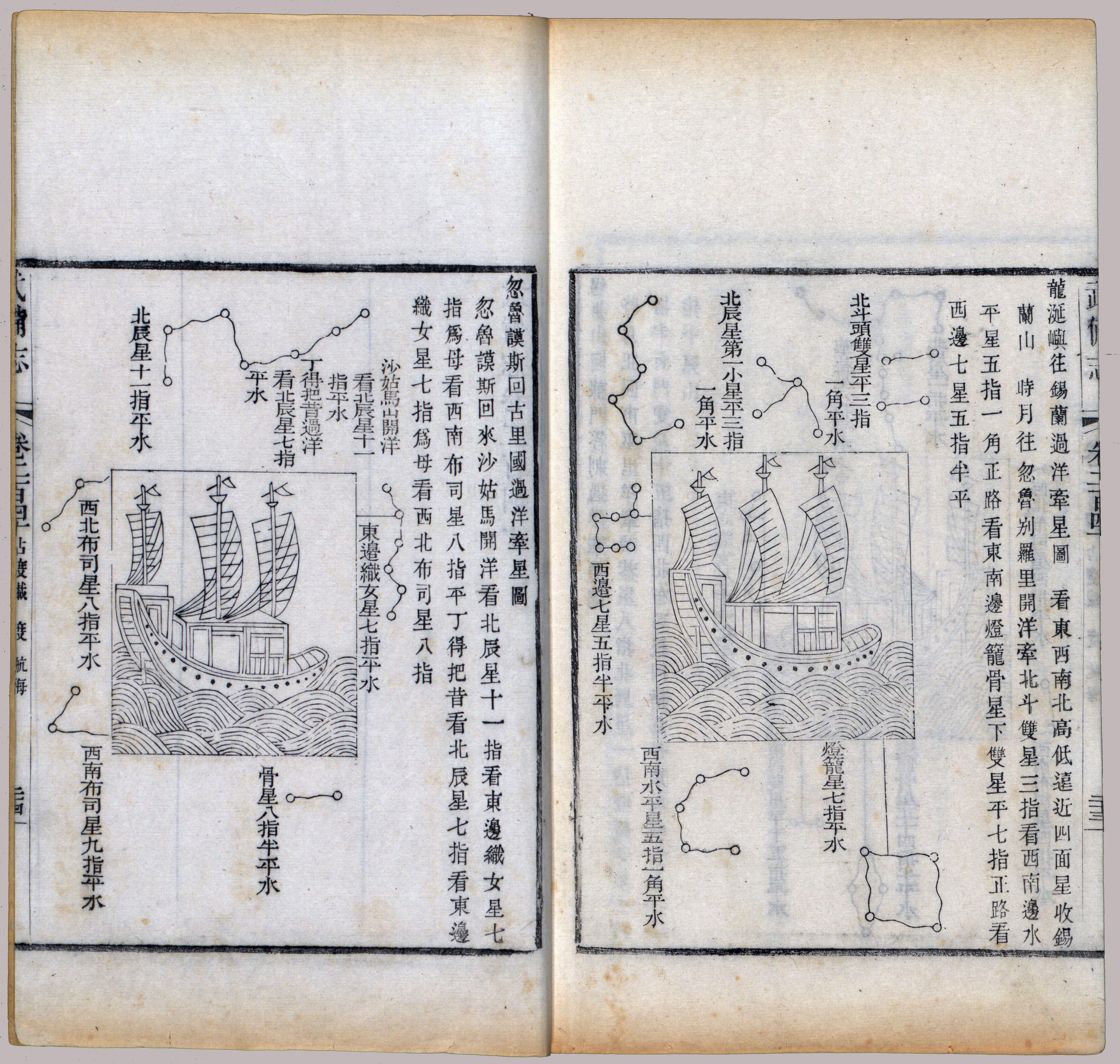

Cartas estelares